# J/24
J/24 är en segelbåt konstruerad av Rod Johnstone och byggd av J-Boats i USA. J/24 är världens största kölbåtsklass med över 5 000 båtar (1998).

## Källhänvisningar
- ISAF/ISAF UK Ltd J/24